# Estefanía de Requesens
Estefanía de Requesens (Barcelona, entre 1501 y 1508  - Ibídem 25 de abril de 1549) fue una escritora catalana del siglo XVI.

## Biografía.
Fue traída al mundo en Barcelona entre 1501 y 1508 por Hipólita de Roís de Liori, condesa de Palamós entre 1501 y 1508. Su padre fue Lluís de Requesens, gobernador general de Cataluña. Se casó en 1526 con el noble Juan de Zúñiga, comendador mayor de la Orden de Santiago, con el que se trasladó a la corte de Castilla en 1535, cuando pasaron a ser ayos y preceptores del futuro rey Felipe II.
Estefanía le escribió en catalán muchas cartas muy bellas a su madre, de las que se conservan 102 en su papel original, en pliegos que, doblados, hacían las veces de sobre. De esta manera mantuvieron la relación a pesar de la distancia. Estefanía apoyó a los jesuitas, que en esos años intentaron reformar la Compañía de Jesús para tener en ella un sitio femenino, orientadas por Isabel Rosers y otras.
Entre 1528 y 1545 dio a luz a seis niños y cuatro niñas: Hipólita, Perico, Catarineta, Joan, Diego, Hipoliteta, Pedro, Felipe, Caterina y Pedro. Los nombres se repiten porque muchos mueren con pocos meses.
Al morir su marido en junio de 1546, Estefanía regreso a Barcelona, donde murió su madre el 2 de septiembre. Allí residió desde entonces y hasta su muerte, el 25 de abril de 1549.

## Obra.
Lo único que se conserva de esta autora son unas cartas a su madre.

### Cartas íntimas de una dama delsigloXVI. Epistolario a su madre la condesa de Palamós
Hoy hace ocho días que recibí dos cartas de vuestra señoría: de finales de octubre y dos de
éste, y la última en mano de vuestra señoría, que fue para mí singular y cordial, según con el
cuidado que yo esperaba... Y vuestra señoría no escriba de su mano hasta que lo pueda hacer
sin recibir ninguna fatiga, que yo me contentaré al ver algunos renglones, porque conozco la
manera de ordenar tan bien como su propia letra. Sobre la tos, estoy con mucha ansia por ser
cosa que cruje muy señaladamente a personas flacas. No sé si sería bueno tomar aquellos
huevos del día con aceite de almendras dulces y azúcar que vuestra señoría suele aconsejar
otras personas para mal de pechos y tos. Y también, si la fiebre está pasada, los caldos de pi 
de oveja renil, que a mí me hicieron mucho bien cuando tenía aquella tos que escupía sangre.
Si a vuestra señoría le parece que le tiene que aprovechar, le suplico que lo mande hacer,
porque de ella tengo yo estas y otras recetas, de las cuales me soy aprovechada aquí
aconsejándole a los que me parecía que de ello habían de menester, y así son entrados en
fuga mís caldos y potajes de enfermos, que casi en todos los tiempos se hacen en mi casa. Y
según la prisa que tenía me está forzado a mostrarlo para no tener tantas cosas que entender.
Y aún nunca vago de estas cosas, y cada vez que pienso en que a todos sirve eso sino a
vuestra señoría, me parece que un puñal me atraviesa lo corazón…
De vuestra señoría mayor servidora y más obediente hija que las manos le desea besar como
la vida.